# Proteroiulus hispanus
Proteroiulus hispanus är en mångfotingart som beskrevs av Christoph D. Schubart 1959. Proteroiulus hispanus ingår i släktet Proteroiulus och familjen pärlbandsfotingar. Inga underarter finns listade i Catalogue of Life.